# STANAG
A STANAG-ok a NATO Egységesítési Egyezményeinek (angolul Standardization Agreement for procedures and systems and equipment components) rövidítése, melyek tartalmaznak folyamatokat, eljárásokat, terminológiai szakkifejezéseket és magyarázataikat, a katonai szövetség egyes tagjai között fellépő kapcsolatok feltételeit, technikai eljárásait, felszereléseinek egységes alkalmazásmódját. Minden NATO-tagállam ratifikálta a STANAG-okat és saját rendszerébe integrálta, vagy folyamatosan integrálja azokat, szemben saját eljárásaival. Célja, hogy a közös katonai műveletekben, adminisztrációs feladatokban és a logisztikában csökkentsék a reagálási időt és az üzemeltetési költségeket, ezzel növelve a többnemzetiségű NATO-haderő működési hatékonyságát. A STANAG-ok tehát alapvető eszközök a „technikai interoperabilitás” és a Kommunikációs és Információs Rendszerek széles skálája között, amelyek nélkülözhetetlenek a NATO és szövetségeseik közös műveleteiben.
A STANAG-ok angolul és franciául – a NATO két hivatalos nyelvén – vannak publikálva, rendszergazdájuk a brüsszeli székhelyű NATO Szabványosítási Ügynökség (NATO Standardization Agency).
A szabványosítási eljárások között több száz – több mint 4550 db megállapodás van érvényben – a kézifegyver-töltények űrméreteiről, térképkészítésről, kommunikációs és titkosítási eljárásokról szól.
Az eljárásokat folyamatosan módosítják, hogy azok naprakészen álljanak az alkalmazók rendelkezéseire. A módosítást a kiadási sorszám (Edition x) mutatja.

## Részleges lista
| Egyezményszám | Kiadás sorszáma Kiadás ideje (év hónap nap) | Magyar cím | Eredeti cím (angol) |
| ------------- | ------------------------------------------- | --- | --- |
| STANAG 1008   | 9. kiadás 2004. augusztus 24.               | Hajófedélzeti elektronikus meghajtórendszerek karakterisztikái az Észak-atlanti Szerződés haditengerészetének hadihajóiban                                                         | Characteristics of Shipboard Electrical Power Systems in Warships of the North Atlantic Treaty Navies |
| STANAG 1022   | 6. kiadás                                   | | Combat Charts, Amphibious Charts and Combat/Landing Charts |
| STANAG 1034   | 17. kiadás, 2005. május 24.                 | Szövetséges tengerészeti tűztámogatás | Allied Naval Gunfire Support (ATP-4(E)) |
| STANAG 1040   | 23. kiadás, 2004. december 16.              | Haditengerészeti együttműködés és hajózási tanácsadás | Naval Cooperation and Guidance for Shipping (NCAGS) (ATP-2(B) Vol. 1) |
| STANAG 1041   | 16. kiadás, 2001. március 29.               | Tengeralattjáró-elhárító kitérő manőverek | Anti-Submarine Evasive Steering (ATP-3(B)) |
| STANAG 1052   | 32. kiadás, 2006. július 12.                | Szövetséges tengeralattjáró és tengeralattjáró-elhárító oktatási kézikönyv | Allied Submarine and Anti-Submarine Exercise Manual (AXP-01(D)) |
| STANAG 1059   | 8. kiadás, 2004. február 19.                | Nemzeti megkülönböztető betűk a NATO fegyveres erőinek | National Distinguishing Letters for Use by NATO Armed Forces |
| STANAG 1063   | 18. kiadás                                  | Szövetséges haditengerészeti kommunikációs gyakorlatok | Allied Naval Communications Exercises (AXP-3(C) MXP-3(C)) |
| STANAG 2014   | 9. kiadás                                   | A parancsok formátuma, a z időzítés, helyek és határok kijelölése | Formats for Orders and Designation of Timing, Locations and Boundaries |
| STANAG 2019   | na.                                         | APP–6 katonai szimbólumok a földi telepítésű rendszerekhez | APP-6 Military Symbols for Land Based Systems |
| STANAG 2022   | na.                                         | Hírszerzői jelentések | Intelligence Reports |
| STANAG 2033   | na.                                         | Hadifoglyok kihallgatása | Interrogation of Prisoners of War (PW) |
| STANAG 2041   | 4. kiadás                                   | Műveleti parancsok, táblázatok és grafikonok a közúti közlekedéshez | Operations Orders, Tables and Graphics for Road Movement |
| STANAG 2044   | 5. kiadás                                   | Eljárásmódok a hadifoglyokal való bánásmódhoz | Procedures for Dealing with Prisoners of War |
| STANAG 2083   |                                             | Radiológiai veszélyek | Radiological Hazards |
| STANAG 2084   | 5. kiadás                                   | Zsákmányolt ellenséges felszerelések és dokumentációk kezelése és jelentése | Handling and Reporting of Captured Enemy Equipment and Documents |
| STANAG 2097   | 6. kiadás                                   | Felszerelések nomenklatúrája és osztályozása | Nomenclature and Classification of Equipment |
| STANAG 2138   | 4. kiadás, 1996. május                      | Csapatok kiképzési szempontjai és procedúrái – harci ruházatok és személyi felszerelések                                                                                           | Troop trial Principles and Procedures - Combat Clothing and Personal Equipment |
| STANAG 2143   | 4. kiadás                                   | Robbanószerek felderítése/robbanószerek mentesítése | Explosive Ordnance Reconnaissance/Explosive Ordnance Disposal |
| STANAG 2149   | 3. kiadás                                   | Hírszerzési jelentések | Intelligence Request |
| STANAG 2175   | 3. kiadás                                   | Platós tehergépjárművek alkalmazásának leírása és osztályozása katonai felszerelések szállítására                                                                                  | Classification and Designation of Flat Wagons Suitable for Transporting Military Equipment |
| STANAG 2211   | 7. kiadás                                   | Geodéziai dátumok, vetületek, rácshálók és rácshálós referenciarendszerek | Geodetic Datums, Projections, Grids and Grid References |
| STANAG 2310   | 2. kiadás 1995. szeptember 6.               | 7,62 × 51 mm NATO az 1950-es évektől alkalmazott alapvető gyalogsági puskatöltény egységesítési egyezménye                                                                         | Small Arms Ammunition (7.62 mm) |
| STANAG 2324   | na.                                         | Az amerikai MIL-STD-1913 „Picatinny sín” alkalmazása, mint a NATO szabványosított optikai és elektronikus irányzékainak és szabványosított kiegészítők felerősítésére szolgáló sin | The adoption of the US MIL-STD-1913 "Picatinny rail" as the NATO standard optical and electronic sight mount and standard accessory rail                                                                     |
| STANAG 2345   | 34. kiadás 2003. február 13.                | Személyi veszélyeztetettség becslése és kezelése a 3 kHz-től 300 GHz-ig terjedő rádiófrekvencia tartományokban                                                                     | Evaluation and control of personnel exposure to radio frequency fields - 3 kHz to 300 GHz |
| STANAG 2389   | 1. kiadás                                   | Minimális követelmény-szabvány a kiképző robbanószer mentesítő személyeknek | Minimum Standards of Proficiency for Trained Explosive Ordnance Disposal Personnel |
| STANAG 2404   | (piszkozat)                                 | Egyesített páncélos-elhárító műveletek | Joint Anti-Armor Operations |
| STANAG 2432   | na.                                         | „A szövetséges szárazföldi erők tűztámogatásával kapcsolatos üzenetek” | Allied Land Forces Fire Support Messages AartyP-3 |
| STANAG 2433   | 4. kiadás                                   | Katonai hírszerzési adatcsere-szabvány | Military Intelligence Data Exchange Standard |
| STANAG 2484   | na.                                         | Tüzérségi harcászati doktrína | Artillery Tactical Doctrine AartyP-5 |
| STANAG 2832   | 2. kiadás                                   | Megkötések az európai vasúti hálózatokon való katonai felszerelések szállítására                                                                                                   | Restrictions for the Transport of Military Equipment by Rail on European Railways |
| STANAG 2834   | 2. kiadás                                   | A robbanószer hatástalanító technikai információs központ üzemeltetése | The Operation of the Explosive Ordnance Disposal Technical Information Center (EODTIC) |
| STANAG 2866   | na.                                         | Személyeken végrehajtandó kórházi eljárások ionizált sugárzás esetén | Medical Effects of Ionizing Radiation on Personnel |
| STANAG 2868   | 4. kiadás                                   | Szárazföldi erők harcászati doktrínái | Land Force Tactical Doctrine (ATP-35(A)) |
| STANAG 2873   | na.                                         | Kórházi ellátások ABV-környezetben | Medical Support Operations in an NBC Environment |
| STANAG 2889   | 3. kiadás                                   | Veszélyes területek jelzései és a rajtuk való átkelés szabályai | Marking of Hazardous Areas and Routes Through Them |
| STANAG 2897   | na.                                         | „A tűzszerész felszerelések és azokkal szemben támasztott követelmények – AEODP-7 kiadvány”                                                                                        | na. |
| STANAG 2920   | na.                                         | Szabványok adaptálása a ballisztikai védelmi szintekhez és kísérletekhez | The adoption of standards for ballistic protection levels and testing |
| STANAG 2934   | na.                                         | „Tüzérségi eljárások” | Artillery Procedures AartyP-1 |
| STANAG 2961   | na.                                         | NATO szárazföldi erőinek ellátási osztályai | Classes of Supply of NATO Land Forces |
| STANAG 2997   | na.                                         | „A mentőmellények és személyi mentő felszerelések” | |
| STANAG 2999   | 1. kiadás                                   | Helikopterek alkalmazása szárazföldi műveletekben | Use of Helicopters in Land Operations (ATP-49) |
| STANAG 3277   | 6. kiadás                                   | Légi felderítési jelentés/formáció | Air Reconnaissance Request/Task Form |
| STANAG 3497   | 1. kiadás                                   | Repülőgépszemélyzet légiorvosi kiképzése repülő-ABV felszerelésben és eljárásokban                                                                                                 | Aeromedical Training of Aircrew in Aircrew NBC Equipment and Procedures |
| STANAG 3596   | na.                                         | Légifelderítési igénylés és célpontjelentési segédlet | Air Reconnaissance Requesting and Target Reporting Guide |
| STANAG 3680   | na.                                         | AAP–6 NATO szójegyzék a terminológiákról és definíciókról | AAP-6 NATO Glossary of Terms and Definitions |
| STANAG 3700   | 4. kiadás                                   | NATO harcászati légi doktrína | NATO Tactical Air Doctrine (ATP-33(B)) |
| STANAG 3736   | 8. kiadás                                   | Offenzívák légitámogató műveletei | Offensive Air Support Operations (ATP-27(B)) |
| STANAG 3805   | 4. kiadás                                   | Doktrínák és eljárások a légtér irányítására krízis és háború idején | Doctrine and Procedures for Airspace Control in Time of Crisis and War (ATP-40(A)) |
| STANAG 3838   | na.                                         | Az amerikai MIL-STD-1553 digitális adatbusz-rendszer NATO-szabványa | Digital Time Division Command/Response Multiplex Data Bus |
| STANAG 3880   | 2. kiadás                                   | Légi ellentevékenység | Counter Air Operations (ATP-42(B)) |
| STANAG 3910   | na.                                         | Nagysebességű adatátviteli rendszer a STANAG 3838-hez | High Speed Data Transmission under STANAG 3838 AVS or Fibre Optic Equivalent Control |
| STANAG 4090   | 2. kiadás 1985. április 15.                 | | Small Arms Ammunition (9 mm Parabellum) |
| STANAG 4107   | 7. kiadás 2006. augusztus                   | | Mutual Acceptance of Government Quality Assurance and Usage of the Allied Quality Assurance Publications |
| STANAG 4170   | 2. kiadás 2001. február 16.                 | | Principles and Methodology for the Qualification of Explosive Materials for Military Use |
| STANAG 4172   | 2. kiadás 1995. január 31.                  | 5,56×45 mm NATO gyalogsági puskatöltény egységesítési egyezménye | 5.56 mm Ammunition (Linked or Otherwise) |
| STANAG 4179   |                                             | Az M16 gépkarabély-tölténytár alkalmazásának egységesítési egyezménye | The adoption of the M16 style magazine well as the standard 5.56 NATO magazine interface. All magazines and drums, regardless of design, must be compatible with the magazine well in order to be compliant. |
| STANAG 4184   | 3. kiadás 1998. november 27.                | Mikrohullámú Leszállító Rendszer | Microwave Landing System (MLS) |
| STANAG 4232   |                                             | | Digital Interoperability Between SHF Tactical Satellite Communications Terminals |
| STANAG 4233   |                                             | | Digital interoperability between EHF Tactical Satellite Communications Terminals |
| STANAG 4383   | 1. kiadás 2001. július 31.                  | 12,7 × 99 mm NATO puskatöltény egységesítési egyezménye | 12.7 mm (.50) Ammunition Packed as Linked Belts |
| STANAG 4397   |                                             | „A NATO robbanó anyagok katalógusa” | |
| STANAG 4406   |                                             | | The adoption of a military message standard based around the civil X.400 standard |
| STANAG 4420   |                                             | | Display Symbology and Colors for NATO Maritime Units |
| STANAG 4534   | na.                                         | „Szabványosított műszaki adatok a tüzérségi és aknavető rendszerek komponensei felcserélhetőségének meghatározására”                                                               | Standardised Technical Data for the Determination of Interchangeability of Components of Artillery and Mortar Systems                                                                                        |
| STANAG 4537   | 2. kiadás                                   | „NATO tüzérségi ballisztikai Program” | NATO Armaments Ballistic Kernel (NABK) |
| STANAG 4545   | 1. kiadás, 1. helyesbítés 2000. április 14. | | NATO Secondary Imagery Format (NSIF) |
| STANAG 4559   | 1. kiadás 2003. április 7.                  | | NATO Standard Image Library Interface |
| STANAG 4565   | 1. kiadás 2003. szeptember 26.              | | Airborne Multi-Mode Receiver for Precision Approach and Landing |
| STANAG 4569   |                                             | | Protection levels for Occupants of Logistic and Light Armoured Vehicles |
| STANAG 4575   | 2. kiadás 2005. március 8.                  | | NATO Advanced Data Storage Interface (NADSI) |
| STANAG 4579   |                                             | | The adoption of standard Identification of Friend or Foe hardware that can be recognized and processed between all NATO nations                                                                              |
| STANAG 4586   |                                             | | Standard Interface of the Unmanned Control System (UCS) for NATO UAV interoperability |
| STANAG 4607   | 1. kiadás 2005. március 11.                 | | NATO Ground Moving Target Indicator Format (GMTIF) |
| STANAG 4609   | 1. kiadás 2005. március 23.                 | | NATO Digital Motion Imagery Standard |
| STANAG 5066   |                                             | | The adoption of a Profile for HF Data Communications, supporting Selective Repeat ARQ error control, HF E-Mail and IP-over-HF operation                                                                      |
| STANAG 6004   |                                             | | Meaconing, Intrusion, Jamming, and Interference Report |
| STANAG 6010   |                                             | | EW in the Land Battle (ATP-51) |
| STANAG 7023   | 3. kiadás 2004. szeptember 16.              | | NATO Primary Image Format (NPIF) |
| STANAG 7024   | 2. kiadás 2001. augusztus 2.                | | Imagery Air Reconnaissance Tape Recorder Standard |
| STANAG 7141   | 4. kiadás 2006. december 20.                | | Joint NATO Doctrine for environmental protection during NATO-led military activities |